# Mostro di sangue (film 1968)
Mostro di sangue è un film del 1968 diretto dal regista Vernon Sewell. In Italia, venne rieditato col titolo Una bestia vestita di sangue.

## Trama
Nella Londra di fine Ottocento l'ispettore Quennell conduce un'indagine su una serie di misteriosi omicidi che coinvolgono giovani ragazzi. Una notte, un cocchiere rivela di aver visto in un bosco una creatura mostruosa aggirarsi accanto a un uomo ridotto in fin di vita. Mentre prosegue la scia di sangue, l'inchiesta conduce Quennell verso un entomologo, Carl Mallinger, di cui comincia a sospettare. Questi fugge allora in campagna con la figlia Clare e il poliziotto lo raggiunge sotto mentite spoglie, accompagnato anch'egli dalla giovane figlia Meg.
Si scopre che il colpevole è Clare, gigantesco lepidottero creato dal professore in laboratorio a partire dalla farfalla Atropo e capace di assumere le sembianze di una giovane donna. Per lei - che uccide succhiando il sangue necessario alla sua sopravvivenza -, Mallinger sta tentando di dar vita a un omologo maschio ma, conscio di aver forgiato un mostro, dà fuoco alla nascente creatura e tenta di distruggere anche Clare, da cui viene però ucciso.
Infine, il mostro aggredisce anche un giovane di cui Meg si è invaghita, ma l'intervento di Quennell lo salva, mentre Clare perisce in un incendio.

## Distribuzione
In DVD è uscito, nel 2004, per la Passworld (Collana I maestri del terrore) come Il mostro di sangue e, dieci anni dopo, per la Sinister (Collana Horror d'essai) con il titolo Mostro di sangue.